# 汉斯·雅各布松
汉斯·雅各布松（瑞典語：Hans Jacobson，1947年3月17日—1984年7月9日），瑞典男子击剑、现代五项运动员。他曾获得1976年夏季奥运会击剑比赛男子重剑团体金牌。他也参加了1968年和1980年夏季奥运会，其中1968年参加现代五项项目，1980年参加击剑项目。